# Praia das Dunas (Sergipe)
A Praia das Dunas – município de Estância, no litoral sul de Sergipe, está situada entre as Praias do Abaís e Saco. Sua grande extensão de dunas é perfeita para o surf de areia ou para passeios de bugre. Essa praia merece o título de uma das praias mais bonitas de Sergipe pela composição do cenário que tem areia branca e fofa contrastando com o mar que pode ser um tanto agitado. É uma excelente opção para o turista apaixonado por natureza.

## Descrição
Uma das praias mais tranquilas da cidade de Estância, possui grande litoral e clima agradável. Costuma receber um bom número de turistas durante a alta temporada, mas ainda é pouco conhecida pela maior parte dos que visitam o município. Seus principais frequentadores são moradores da região e pescadores. É uma boa opção para os que buscam um lugar calmo para relaxar e repor as energias. Conta com uma grande faixa de areia clara e fina, que acaba formando dunas. O mar é levemente agitado, apresentando ondas medianas a maior parte do tempo. De águas limpas e agradável temperatura, é propício para o banho e prática de esportes como kitesurf. Essa praia praticamente não foi explorada pelo turismo, não contando com infraestrutura próxima. É indicado que o visitante leve alimentos e bebidas.